# Cochlespira travancorica
Cochlespira travancorica é uma espécie de gastrópode do gênero Cochlespira, pertencente a família Cochlespiridae.